# 마운트 레이니어 프로페셔널 베이스볼 리그
마운트 레이니어 프로페셔널 베이스볼(Mount Rainier Professional Baseball League)는 2014년 창설된 미국 독립 리그이다. 총 6팀으로 이루어져 있다.

## 팀
| 디비전 | 팀                         | 연고지              | 홈구장          |
| ------ | -------------------------- | ------------------- | --------------- |
| 이스트 | 엘렌버그 불스              | 엘렌버그, 워싱턴    | 로터리 파크     |
| 이스트 | 글레이셔 그리즐리스        | 화이트피시, 몬타나  | 메모리얼 파크   |
| 이스트 | 모세 레이크 래틀스네이크즈 | 모세 레이크, 워싱턴 | 라슨 필드       |
| 웨스트 | 스캐깃 밸리 럼버잭스       | 마운트버넌, 워싱턴  | 드림 필드       |
| 웨스트 | 오리건시티 머드 터틀즈     | 오리건시티, 오리건  | 커미스 파크     |
| 웨스트 | 그레이즈 하버 걸즈         | 호퀴엄, 워싱턴      | 올림픽 스타디움 |